# René Makondele
René Makondele (ur. 20 kwietnia 1982 roku w Kinszasie) – piłkarz pochodzący z Demokratycznej Republiki Konga, grający obecnie w szwedzkim klubie BK Häcken, dokąd przeszedł z innego szwedzkiego zespołu, Helsingborgs IF.
Zanim jednak grał w Gefle IF, występował w Djurgårdens IF. Do Szwecji przyjechał poprzez akademię w Kinszasie i klub Kinshasa Star FC. Makondele jest ofensywnym pomocnikiem mogącym występować zarówno na skrzydle jak i w ataku.
Makondele swojego pierwszego ligowego gola dla Helsingborga zdobył już w debiucie, przeciwko swojemu byłemu klubowi Djurgårdens IF.
Zawodnikowi udało się razem z Helsinborgiem w sezonie 2007-2008 awansować do fazy grupowej Pucharu UEFA a nawet wyjść z grupy (wygrywając m.in. na trudnym terenie w Stambule z Galatasaray SK), lecz w 1/16 finału szwedzki zespół uległ PSV Eindhoven.